# Quaker Oats
Quaker Oats (tidigare Quaker Mill Company), grundades 1877 i Akron i Ohio, USA. Sedan 2001 ägs företaget av Pepsico.
Quaker Oats bildades 1901 då fyra bolag gick samman. Det ledande bolaget var The Quaker Mill Company of Ravenna som hade varumärket Quaker. Dess ägare Henry Parsons Crowell var känd som flingmagnaten (the cereal tycoon) och hade positionerna som VD och ordförande från 1888 och fram till 1943. De tre övriga bolagen i sammanslagningen var en flingkvarn i Cedar Rapids i Iowa, The German Mills American Oatmeal Company i Akron i Ohio och The Rob Lewis & Co. American Oats and Barley Oatmeal Corporation. Det nya bolaget expanderade sin verksamhet till andra frukostflingor, livsmedel och drycker. Quaker ägde leksakstillverkaren Fisher-Price 1968–1991.
I Sverige marknadsfördes Quaker Oats produkter ursprungligen via danska OTA, som tillhandahöll både djurfoder och frukostprodukter. År 1995 slutade OTA med djurfoderförsäljningen i Skandinavien och Quaker Oats Scandinavia etablerades. Huvudprodukten är havrefras. Fram till 2006 tillhörde även kalaspuffar sortimentet.